# Erlindo Salzano

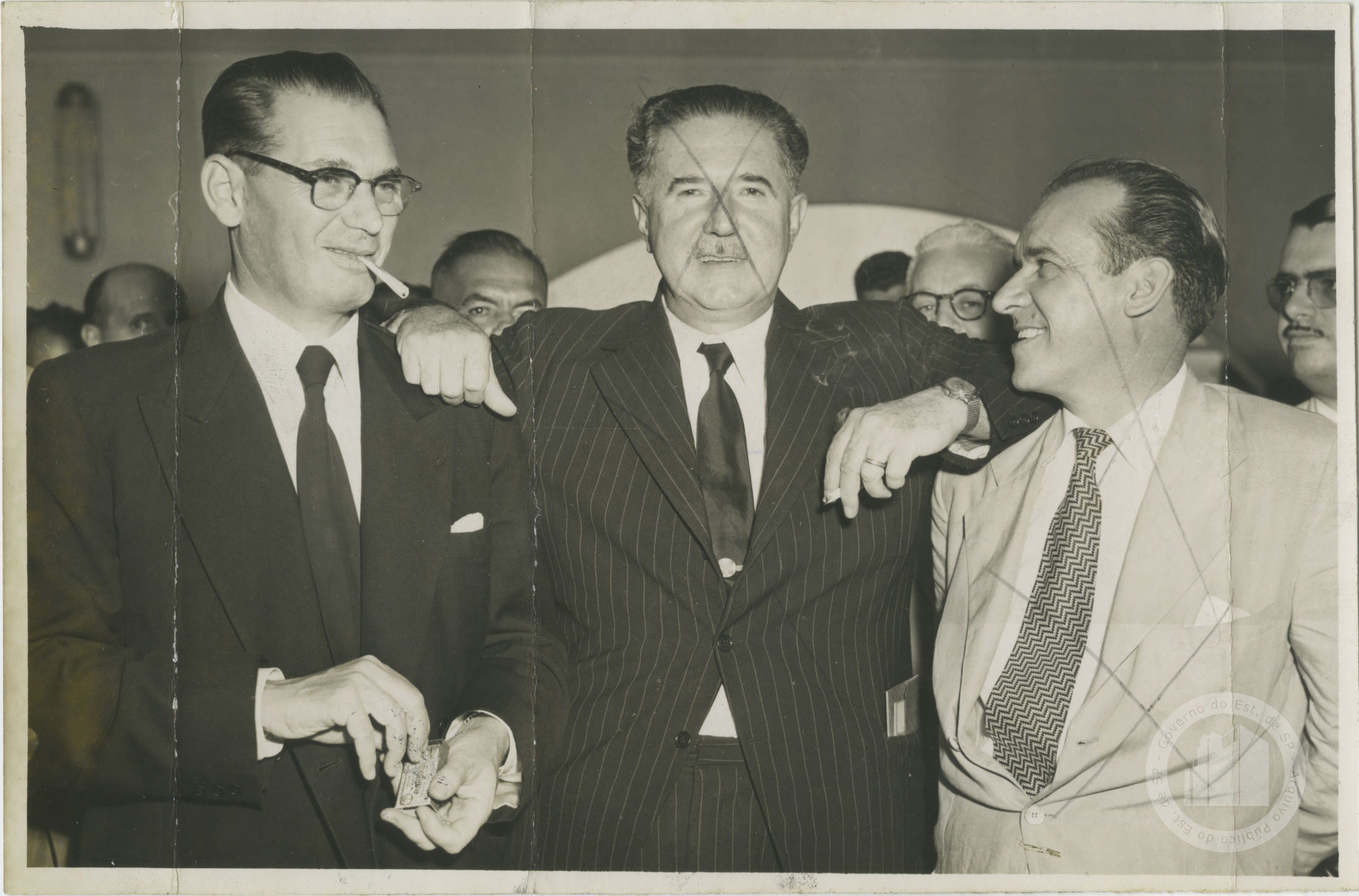
Dr. Erlindo Salzano num encontro com Adhemar de Barros

Erlindo Salzano (Porto Ferreira, 30 de março de 1907 – São Paulo, 3 de outubro de 1989) foi um médico, militar, professor e político brasileiro.
Fez parte da Revolução Constitucionalista de 1932 como médico militar, sendo figura de influência na política democrática paulista, ao lado de Ademar de Barros, Lucas Nogueira Garcez e Rodrigues Alves Filho. Foi vice-governador de estado de São Paulo de janeiro de 1951 a janeiro de 1955 durante o mandato de Lucas Nogueira Garcez.